# Hrabstwo Milwaukee
Hrabstwo Milwaukee – hrabstwo w USA, w stanie Wisconsin. Według danych z 2006 roku hrabstwo miało 915097 mieszkańców.

## Miasta
- Cudahy
- Franklin
- Glendale
- Greenfield
- Milwaukee
- Oak Creek
- South Milwaukee
- St. Francis
- Wauwatosa
- West Allis

## Wioski
- Bayside
- Brown Deer
- Fox Point
- Greendale
- Hales Corners
- River Hills
- Shorewood
- West Milwaukee
- Whitefish Bay